# Megaplex

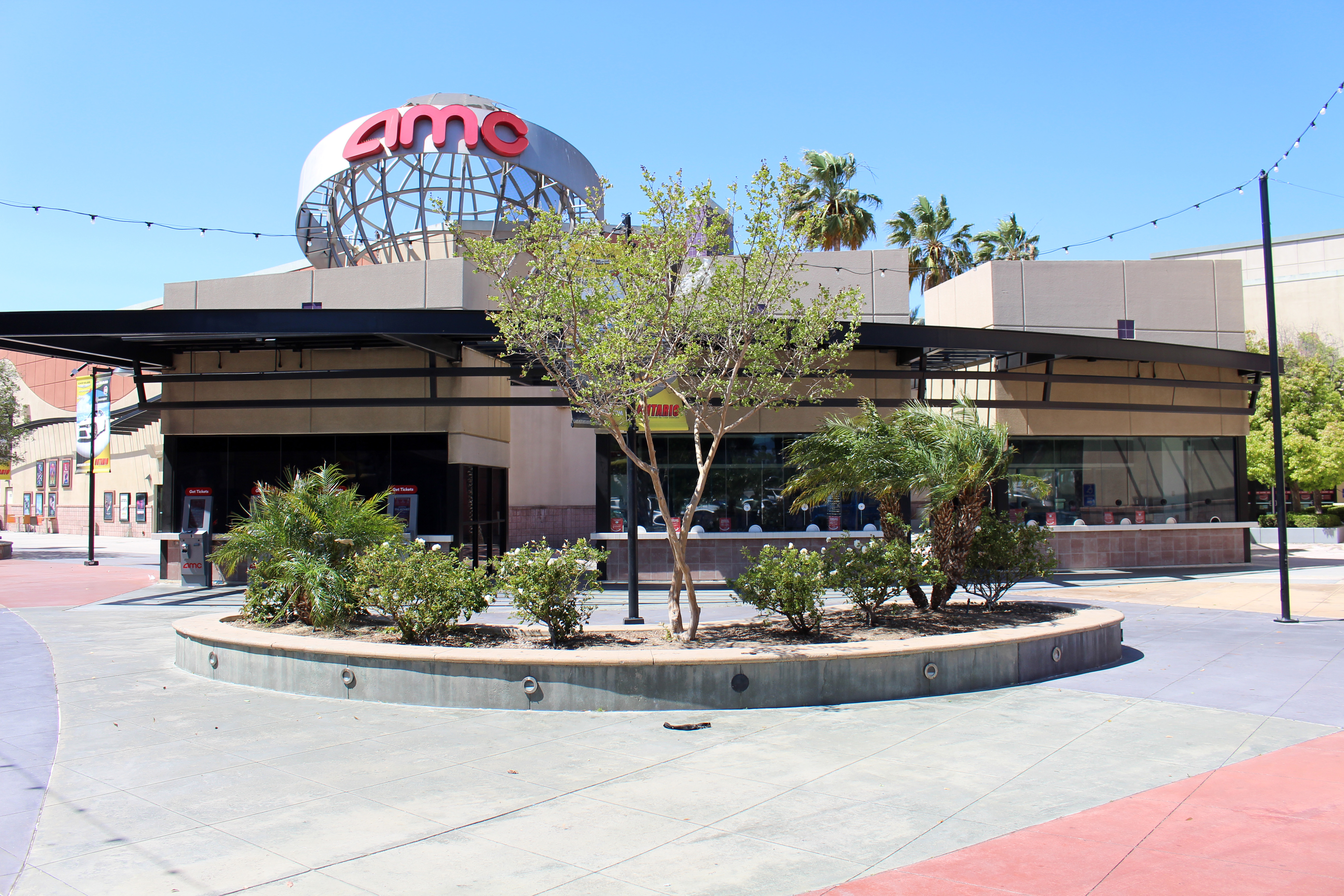
Un multicine típico de AMC Theatres con 30 pantallas en Ontario Mills en Ontario, California.

Un multicine, múltiplex o megaplex es un complejo con varias salas de cine. Por lo general, se encuentran en un edificio especialmente diseñado. A veces, un lugar existente se somete a una renovación donde los auditorios existentes se dividen en otros más pequeños, o se agregan más auditorios en una extensión o expansión del edificio.
Aproximadamente en 1915, dos cines adyacentes en Moncton, New Brunswick, bajo la misma propiedad, comenzaron a compartir la misma entrada en Main Street. Después de que los clientes entraban por la puerta, había taquillas separadas para cada sala y se mostraban diferentes programas. El arreglo fue tan inusual que Robert Ripley lo presentó en su Ripley, ¡aunque usted no lo crea! tira cómica. Antes de los multicines, algunos cines mostraban diferentes películas al mismo tiempo en un auditorio, como en El Cairo, Egipto, informado en 1926.
En 1930, Regal Twins en Manchester, Inglaterra, se convirtió en el primer multicine del mundo, seguido por Studio 1 y 2 en Oxford Street en Londres en 1936.